# Srebrna (Łódź)
Pour les articles homonymes, voir Srebrna.
Srebrna (prononciation [ˈsrɛbrna]) est un village de la gmina de Grabów, du powiat de Łęczyca, dans la voïvodie de Łódź, situé dans le centre de la Pologne.
Il se situe à environ 19 kilomètres au nord-ouest de Łęczyca (siège du powiat) et 54 kilomètres au nord-ouest de Łódź (capitale de la voïvodie).
Sa population s'élevait approximativement à 180 habitants en 2006.

## Administration
De 1975 à 1998, le village était attaché administrativement à l'ancienne voïvodie de Konin.

Depuis 1999, il fait partie de la nouvelle voïvodie de Łódź.